# Liste der Monuments historiques in Folschviller
Die Liste der Monuments historiques in Folschviller führt die Monuments historiques in der französischen Gemeinde Folschviller auf.

## Liste der Bauwerke
| Bezeichnung | Beschreibung                                                | Standort              | Kennzeichnung | Schutzstatus | Datum | Bild           |
| ----------- | ----------------------------------------------------------- | --------------------- | ------------- | ------------ | ----- | -------------- |
| Schacht 1   | Förderturm des Steinkohlenbergwerks, zwischen 1931 und 1948 | Rue Alex Dreux (Lage) | PA00107065    | Inscrit      | 1992  | weitere Bilder |

## Liste der Objekte
| Bezeichnung               | Beschreibung                                                                         | Standort                                             | Kennzeichnung | Schutzstatus | Datum | Bild |
| ------------------------- | ------------------------------------------------------------------------------------ | ---------------------------------------------------- | ------------- | ------------ | ----- | ---- |
| Altarrelief               | am Sockel eines Seitenaltars; Stein, farbig gefasst, 1461                            | in der Kirche Notre-Dame-de-la-Nativité (Lage)       | PM57000072    | Classé       | 1971  |      |
| Relief Gottvater          | Holz, versilbert und vergoldet, 18. Jahrhundert                                      | in der Kirche Notre-Dame-de-la-Nativité (Lage)       | PM57000781    | Inscrit      | 1977  |      |
| Skulptur Madonna mit Kind | Stein, farbig gefasst, 14. oder 15. Jahrhundert                                      | außen an der Kirche Notre-Dame-de-la-Nativité (Lage) | PM57000070    | Classé       | 1971  |      |
| Hauptaltar                | Altartisch, Tabernakel und zwei Reliquiare; Holz, farbig gefasst und vergoldet, 1765 | in der Kirche Notre-Dame-de-la-Nativité (Lage)       | PM57000071    | Classé       | 1971  |      |